# آیور
latitudeآیورlongitudeآیور
آیور (به انگلیسی: Iver) یک روستا در باکینگهام‌شر، انگلستان است.
استودیوهای فیلم‌سازی پاین‌وود در این روستا قرار دارد.

## خصوصیات
آیور ۲۰٫۱ کیلومترمربع مساحت و ۱۱٬۱۱۹ نفر جمعیت دارد.